# Робер Дофен
Робер Дофен (фр. Robert Dauphin, 5 лютого 1905, Сен-Мало — 18 липня 1961, Сен-Бріє) — французький футболіст, що грав на позиції півзахисника. Виступав у складі паризького клуба «Стад Франсе», а також національної збірної Франції.
Учасник Олімпійських ігор. Чемпіон Франції.

## Титули і досягнення
- Чемпіон Франції: (1):

«Стад Франсе»: 1928
- Переможець Чемпіонату Парижу (3):

«Стад Франсе»: 1925, 1926, 1928
| Дата       | Місто        | Господарі | Результат | Гості             | Турнір            | Голи | Примітки |
| ---------- | ------------ | --------- | --------- | ----------------- | ----------------- | ---- | -------- |
| 19/04/1925 | Париж        | Франція   | 0 – 4     | Австрія           | товариський матч  | -    |          |
| 21/05/1925 | Париж        | Франція   | 2 – 3     | Англія            | товариський матч  | -    |          |
| 25/04/1926 | Коломб       | Франція   | 1 – 0     | Швейцарія         | товариський матч  | -    |          |
| 24/04/1927 | Коломб       | Франція   | 3 – 3     | Італія            | товариський матч  | -    |          |
| 22/05/1927 | Коломб       | Франція   | 1 – 4     | Іспанія           | товариський матч  | -    |          |
| 26/05/1927 | Коломб       | Франція   | 0 – 6     | Англія            | товариський матч  | -    |          |
| 21/02/1928 | Коломб       | Франція   | 4 – 0     | Північна Ірландія | товариський матч  | -    |          |
| 29/04/1928 | Париж        | Франція   | 1 – 1     | Португалія        | товариський матч  | -    |          |
| 13/05/1928 | Коломб       | Франція   | 0 – 2     | Чехословаччина    | товариський матч  | -    |          |
| 17/05/1928 | Париж        | Франція   | 1 – 5     | Англія            | товариський матч  | -    |          |
| 29/05/1928 | Амстердам    | Франція   | 3 – 4     | Італія            | ОІ 1928 - 1 раунд | 1    |          |
| 14/04/1929 | Сарагоса     | Іспанія   | 8 – 1     | Франція           | товариський матч  | -    |          |
| 09/05/1929 | Коломб       | Франція   | 1 – 4     | Англія            | товариський матч  | -    |          |
| 19/05/1929 | Коломб       | Франція   | 1 – 3     | Югославія         | товариський матч  | -    |          |
| 26/05/1929 | Рокур (Льєж) | Бельгія   | 4 – 1     | Франція           | товариський матч  | -    |          |
| Усього     |              | Матчів    | 15        |                   | Голів             | 1    |          |